# Chœur de l'aube
Le chœur de l'aube a lieu quand des oiseaux, les passeri, commencent à chanter à l'aube. Dans certains lieux comprenant un grand nombre d'oiseaux, ce phénomène peut rendre le sommeil humain difficile à l’aube,,.

## Éthologie
Dans les climats tempérés, ce phénomène est le plus notable au printemps quand les oiseaux défendent leur territoire ou tentent d'attirer un partenaire.
Il est courant que différentes espèces chantent à l'aube à différents moments au même endroit.
Dans une étude menée dans la forêt équatoriale, il a été déterminé que les oiseaux perchés les plus hauts et que les oiseaux aux yeux les plus grands commencent leur chant en premier. Cette corrélation peut provenir du fait que ces deux caractéristiques apportent plus de lumière à l'oiseau.

### Nouvelle-Zélande
Les premiers explorateurs et colons européens ont noté que le chœur de l'aube de la forêt en Nouvelle-Zélande était particulièrement bruyant. Ce n'est plus le cas à cause de la déforestation et l'introduction de prédateurs pour les oiseaux et d'espèces entrant en compétition avec les oiseaux comme les guêpes. Le méliphage carillonneur et le méliphage tui sont deux des oiseaux qui pouvaient participer grandement à ce chœur de l'aube volumineux de par leur chant puissant et mélodieux.

### Royaume-Uni
Au Royaume-Uni le chœur de l'aube peut être entendu dès quatre heures du matin au début de l'été. Les espèces d'oiseaux les plus souvent entendues sont dans l'ordre de début de chant :
- Merle noir
- Rouge-gorge familier
- Troglodytes
- Chouette hulotte
- Pinson des arbres
- Faisan de Colchide
- Fauvette, dont Fauvette à tête noire, Pouillot véloce, Fauvette des jardins et Pouillot fitis
- Grive musicienne
- Verdier d'Europe
- Accenteur mouchet
- Chardonneret élégant

## International Dawn Chorus Day
Une journée internationale du « Chœur de l'aube » a lieu le premier dimanche de mai. Pendant cette journée, le public est encouragé à se lever tôt pour écouter les premiers chants d'oiseaux. Le premier évènement de ce genre a eu lieu dans la réserve naturelle de Moseley Bog (en), Birmingham, Angleterre, en 1984, et a été organisé par l'Urban Wildlife Trust (en).

## Culture
La dix-neuvième chanson de l’album Geogaddi du groupe écossais de musique électronique Boards of Canada s’appelle Dawn Chorus (« Chœur de l’Aube » en français), une idée directement inspirée de cet événement.